# Ambassade du Canada en Russie
L'ambassade du Canada en Russie est la représentation diplomatique du Canada en Russie. Ses bureaux sont situés avec celles du Royaume-Uni depuis 2020 au Smolenskaïa Naberezhnaya 10, dans la capitale russe Moscou.

## Mission
Cette ambassade est responsable des relations entre le Canada et la Russie et offre des services aux Canadiens en sol russe. Sa mission s'étend aussi à l'Arménie et l'Ouzbékistan.
L'ambassade est appuyée d'un consulat desservant l'est du pays, situé à Vladivostok.

## Historique
De 1951 à 2020, l'ambassade du Canada en Russie se situait au Starokonyushennyy Pereulok, 23, à Moscou. Mais en raison de l'état délabré de l'ancienne ambassade en en attente de la rénovation d'un nouveau bâtiment près de l'ambassade allemande, le corps diplomatique canadien à emménagé avec ses collègues britanniques.

## Ambassadeurs

### Auprès de l'Union des républiques socialistes soviétiques
- 1954-1956 : John Watkins
- 1961-1963 : Arnold Smith
- 1964-1980 : Robert Ford
- 1980-1983 : Geoffrey Pearson
- 1986-1990 : Vernon George Turner
- 1990-1992 : Michael Richard Bell

### Auprès de lafédération de Russie
- 1993-1996 : Jeremy Kinsman
- 1996-1999 : Anne Leahy
- 1999-2003 : Rodney Irwin
- 2003-2006 : Chris Westdal
- 2006-2010 : Ralph Lysyshyn
- 2010-2013 : John Cleburne Sloan
- 2013-2018 : John Kur
- 2018-2019 : Stéphane Jobin (chargé d'affaires)
- 2019- : Alison LeClaire